# Симаксис
Симаксис (произносится Сима́жис) (итал. Simaxis, сард. Simaghis) — коммуна в Италии, располагается в регионе Сардиния, подчиняется административному центру Ористано.
Население составляет 2157 человек, плотность населения составляет 77,67 чел./км². Занимает площадь 27,77 км². Почтовый индекс — 9088. Телефонный код — 0783.
Покровителем коммуны почитается святой Симмах (папа римский), празднование 19 июля.